# Boer Gilles van Ham
Boer Gilles van Ham (originele titel: Farmer Giles of Ham) is een kort verhaal uit 1949 geschreven door J.R.R. Tolkien. In 1977 verscheen een Nederlandse vertaling van de hand van Max Schuchart.

## Inhoud
Gilles is een dikke boer die leefde in het dorpje Ham. Wanneer er op een avond een slechtziende en slechthorende reus over zijn land loopt, schiet boer Gilles zijn donderbus leeg op hem. De reus, die denkt de steken te voelen van insecten, maakt rechtsomkeer en vlucht. De bevolking van de stad vindt Gilles een echte held. De koning stuurt Gilles alleen een oud zwaard, dat door niemand meer gedragen werd.
Wanneer de reus thuiskomt, vertelt hij daar aan iedereen dat er in het land waar hij geweest is geen mensen zijn, alleen stekende insecten. Maar omdat het zover weg is, gaat niemand naar dat land toe. Alleen één draak doet dat wel en wanneer hij aankomt gaat hij ongestoord van dorp naar dorp.
De ridders van de koning waren vroeger befaamde drakenjagers en zij aten elk jaar met midwinter een staart van een draak. Door de jaren heen werd de gewoonte om daarvoor een draak te vangen, vervangen door een taart in de vorm van een drakenstaart. De ridders van de koning zijn niet enthousiast om de draak te gaan verslaan. De inwoners van het dorpje Ham zien elke avond de draak dichterbij komen.
Op een avond schiet het zwaard van boer Gilles plots uit de schede. Het wil er op geen enkele manier meer in. Gilles had dit zwaard van de koning gekregen. De pastoor van het dorpje krijgt het zwaard te zien en ontcijfert de boodschap die erop staat. Gilles bezat het zwaard van een van de beroemdste drakendoders. Als de mensen in het dorp dit horen, maken zij voor hem een soort maliënjas. Wanneer alles klaar is, vertrekt boer Gilles. Met het zwaard in de hand klimt hij op zijn paard en vertrekt. Wanneer hij de draak tegenkomt, is deze eerst verbaasd over hoe de persoon eruitziet die hij tegenkomt. Wanneer hij doorheeft tegen welk zwaard hij het op moet nemen, slaat hij op de vlucht. Achterna gezeten door boer Gilles loopt de draak tot in het dorp Ham. Daar vraagt hij Gilles en alle andere bewoners van de stad, om zijn leven te sparen in ruil voor een deel van zijn schat. De inwoners laten de draak dure eden zweren om met zijn schat terug te komen.
De koning hoort wat er in het dorpje Ham gebeurd is en reist met een heel gevolg naar Ham om zijn deel van de schat op te eisen. Wanneer de tijd gekomen is voor de draak om zijn schat af te geven, is die nergens te zien. Enkele weken later is er nog altijd geen bericht van de draak. De koning scheldt boer Gilles de huid vol en vertrekt.
Later krijgt de koning een idee. Hij vaardigt een bevel uit dat zijn ridders, samen met boer Gilles, op pad moeten om de schat zelf te gaan halen. De ridders zien dit niet zitten, maar vertrekken de dag dat boer Gilles aankomt in het kasteel. Onderweg moet hij eten en materieel lenen van de ridders tegen een dure prijs. Wanneer zij de bergen naderen, worden de ridders niet stiller. Zij blijven luid lachen en zingen tot de draak komt en iedereen, behalve boer Gilles, wegjaagt.
Dan herkent de draak boer Gilles. Hij krijgt zo'n schrik voor boer Gilles dat hij direct een eerste keer afdaalt in zijn grot om zijn schat voor zijn deur te leggen. Na drie keer een deel naar boven gehaald te hebben, doet de draak boer Gilles een voorstel: de rest van zijn schat mag hij houden en als tegendienst zal hij het deel voor zijn deur dragen tot bij het huis van boer Gilles. Boer Gilles bindt zijn deel van de schat op de rug van de draak en vertrekt. Op de terugweg ziet hij de knechten van de ridders die doelloos over het land zwerven na hun chaotisch vertrek. Hij verzamelt enkelen en gaat verder. Wanneer hij in een dorp aankomt, neemt hij 12 jongemannen in dienst. Overal waar zij komen wordt de rouw om de dood van de trouwe ridders opzijgezet en maakt die plaats voor feest.
De koning, die de schat nog steeds wil opeisen, wil dat Gilles naar het hof komt om de schat vrijwillig af te geven. Wanneer dat niet gebeurt, verzamelt hij een gevolg en vertrekt richting Ham. Bij de rivier die vlak voor het gebied ligt van boer Gilles, ziet de koning de boer staan op een brug. Op het moment dat de draak onder de brug uitkomt, lopen alle soldaten weg uit angst.

### Slot
Na deze gebeurtenis, beschouwen velen boer Gilles als hun koning.
Wanneer Gilles zich veilig genoeg voelt, laat hij de draak vrij. Na enkele eden en een niet-aanvalspact tussen de twee, verlaat de draak Gilles. Terug thuis vertelt hij de reus dat het een mens met een donderbus was die hem tegenhield. De reus was stomverbaasd.
Beren and Luthien · Blad van Klein · Boer Gilles van Ham · De avonturen van Tom Bombadil · De Hobbit · De kinderen van Húrin · De Silmarillion · In de ban van de ring · Nagelaten vertellingen · Roverandom · The Return of the Shadow
- Gemeinsame Normdatei: 7608960-5
- MusicBrainz work: 5b28cedd-5384-4f38-bff1-5ce73297465f
- Virtual International Authority File: 275497244